# Arthur Hind
Arthur Charles Hind (ur. 20 października 1904 w Delhi, zm. 20 listopada 1991 w Melbourne) – indyjski hokeista na trawie. Złoty medalista olimpijski z Los Angeles.
Zawody w 1932 były jego jedynymi igrzyskami olimpijskimi. W turnieju wystąpił w jednym spotkaniu.